# Ducado de Trento
El Ducado de Trento fue un ducado lombardo creado por Euin durante el Mandato de los Duques, interregno lombardo que cubrió los años 574-584, tras el asesinato de Alboino. El punto fuerte del ducado era la ciudad de Trento, situada a los pies de los Alpes en el norte de Italia. Allí el duque, quien compartía el poder con el obispo, formó una Marca militar del Reino lombardo. El obispo era nombrado por el Patriarca de Aquilea.
Al colapsar el reino lombardo entre los años 773 y 774, el ducado pasó a manos de los francos. En el 952 fue incorporado a la Marca de Verona. El siglo XI su posición estratégica llevó a los emperadores del Sacro Imperio Romano-Germánico a investir a los obispos del lugar como príncipes-obispos del imperio, con poderes y privilegios ducales. Excepto por algunos periodos, este tipo de gobierno se continuó hasta 1802, cuando fue secularizado e incorporado al estado de Tirol.